# Brady Leman
Pour les articles homonymes, voir Leman.
Brady Leman, né le 16 octobre 1986 à Calgary, est un skieur acrobatique canadien spécialisé dans les épreuves de skicross.

## Carrière
Il s'est consacré au skicross après avoir participé à des compétitions de ski alpin jusqu'en fin 2008. Leman, n'a pas pu prendre part aux Jeux d'hiver en 2010 à Vancouver en raison d'un jambe cassé la veille de la compétition, alors qu'il remplaçait un membre de l'équipe déjà blessé.
Aux Jeux olympiques d'hiver de 2014 à Sotchi, il se hisse en finale de la compétition de skicross, après avoir notamment provoqué la chute d'Alex Fiva, un des favoris de l'épreuve. Lors de la finale, il chute à son tour dans le dernier virage et échoue au quatrième rang derrière les trois Français Jean-Frédéric Chapuis, Arnaud Bovolenta et Jonathan Midol. Il décide alors de faire appel du résultat avec l'équipe du Canada et de la Slovénie devant le tribunal arbitral du sport en mettant en cause les pantalons de l'équipe de France et leur aérodynamisme, mais cet appel sera rejeté.
Aux Jeux olympiques d'hiver de 2018 à Pyeongchang, il remporte le titre olympique.
À la Coupe du monde de skicross d’Innichen de 2022, il a terminé au 3e rang à la première épreuve de ski cross. 

## Palmarès

### Jeux olympiques
| Épreuve / Édition   | Skicross |
| ------------------- | -------- |
| JO 2014 Sotchi      | 4e       |
| JO 2018 Pyeongchang | Or       |

### Championnats du monde
| Épreuve / Édition            | Skicross |
| ---------------------------- | -------- |
| Mondiaux 2009 Inawashiro     | 14e      |
| Mondiaux 2013 Voss-Myrkdalen | 15e      |
| Mondiaux 2015 Kreischberg    | 5e       |
| Mondiaux 2017 Sierra Nevada  | 7e       |
| Mondiaux 2019 Park City      | Argent   |
| Mondiaux 2021 Idre Fjäll     | 20e      |

### Coupe du monde
- Meilleur classement au général : 6e en 2017.
- Meilleur classement skicross : 2e en 2012 et 2017.
- 32 podiums dont 6 victoires.

#### Différents classements en coupe du monde
| Année/Classement | Année/Classement | Général | Général | Snowboardcross | Snowboardcross |
| ---------------- | ---------------- | ------- | ------- | -------------- | -------------- |
| Année/Classement | Année/Classement | Class.  | Points  | Class.         | Points         |
| 2009             | 2009             | 66e     | 14      | 20e            | 125            |
| 2010             | 2010             | 71e     | 10      | 22e            | 114            |
| 2011             | 2011             | -       | -       | -              | -              |
| 2012             | 2012             | 7e      | 44      | 2e             | 443            |
| 2013             | 2013             | 23e     | 34      | 5e             | 339            |
| 2014             | 2014             | 26e     | 32      | 8e             | 355            |
| 2015             | 2015             | 23e     | 31      | 6e             | 342            |
| 2016             | 2016             | 15e     | 43.58   | 3e             | 523            |
| 2017             | 2017             | 6e      | 51.50   | 2e             | 721            |
| 2018             | 2018             | 54e     | 22.30   | 4e             | 237            |

#### Détails des victoires
| Édition / Épreuve | Skicross                           |
| 2011-2012         | Innichen/San Candido Blue Mountain |
| 2016-2017         | Idre Fjäll Blue Mountain           |
| 2018-2019         | Blue Mountain                      |
| 2022-2023         | Craigleith                         |

### Winter X Games
- Médaille de bronze du skicross à Aspen en 2010[7].